# Агнесе Логина
Агнесе Логина (на латвийски: Agnese Logina) е латвийска политичка и филмов куратор, член на партия „Прогресивните“. Била е заместник на Градския съвет на Рига (2020 – 2023), директор на Рижския филмов музей (2021 – 2023). От 15 септември 2023 г. е министър на културата на Латвия.

## Биография
Родена е на 25 юни 1990 г. в град Рига, Латвийска ССР, СССР. През 2006 г. завършва Английската гимназия в Рига, а през 2009 г. Рижкия френски лицей. През 2013 г. завършва Факултета по хуманитарни науки на Амстердамския университетски колеж и получава бакалавърска степен по теория на филма и литературна критика. През 2016 г. получава магистърска степен в подпрограмата „Култура и междукултурни изследвания“ в Латвийската академия за култура.
През 2014 г. е продуцент на Международния фестивал за късометражно кино в Рига – 2ANNAS.
През 2015 г. става куратор на Музея на филма в Рига на Латвийската академия за култура, куратор на конкурсната програма за балтийско музикално видео на Международния филмов фестивал в Рига. От 2015 г. тя редовно публикува на теми за филми и култура в различни медии за култура и изкуство (като Kino Raksti, Satori, Delfi, Latvijas Avīze, Rīgas Laiks). От 2019 до 2021 г. тя преподава курс „Основи на разбирането на културата и изкуството“ в Латвийската академия за култура. През 2021 г. е назначена за директор на Рижския филмов музей, като заема мястото на Иева Анджане.

## Политическа дейност
През 2017 г. тя става член на партия „Прогресивните“, като от 2019 до 2021 г. е член на управителния съвет на партията. На парламентарните избори в Латвия през 2018 г. се кандидатира за депутат в Сейма на Латвия от листата на партия „Прогресивните“, която преминава изборната бариера от 5 процента.
На местните избори в Латвия през 2020 г. е избрана за общинска съветничка в Рига, от листата на коалицията между партиите „Прогресивните“ и „Развитие/За!“. Тя встъпва в длъжност на 2 октомври 2020 г. Била е заместник-председател на Комисията по съобщения и транспорт, член на Комисията по градско развитие и Комисията по образование, култура и спорт.
На парламентарните избори в Латвия през 2022 г. се кандидатира за депутат в Сейма на Латвия от листата на партия „Прогресивните“. На 15 септември 2023 г. е назначена за министър на културата на Латвия в коалиционното правителство, ръководено от министър-председателя Евика Силиня (от „Ново единство“).